# Pauly Paulicap
Pauly Paulicap (Elmont (Nueva York), 9 de mayo de 1997) es un jugador de baloncesto estadounidense que pertenece a la plantilla del Universo Treviso Basket de la Lega Basket Serie A. Con 2,03 metros de estatura, juega en la posición de ala-pívot.

## Trayectoria deportiva

### Universidad
Es un jugador formado en el Elmont Memorial High School de su ciudad natal hasta 2016, cuando ingresó en el Harcum College donde jugó durante una temporada, antes de ingresar en el Manhattan College, institución académica ubicada en el Bronx, Nueva York, donde jugó durante tres temporadas la NCAA con los Manhattan Jaspers, desde 2017 a 2020.
En la temporada 2020-21, forma parte de la Universidad DePaúl, que se encuentra situada en Chicago, Illinois, con el que disputa la NCAA con los DePaul Blue Demons.
En su última temporada universitaria, en la 2021-22 forma parte de la Universidad de Virginia Occidental, situada en Morgantown, Virginia Occidental, disputando la NCAA con los West Virginia Mountaineers, con promedios de 7,7 puntos, 5,5 rebotes y 1,6 tapones en 19 minutos de media por partido.

### Profesional
Tras no ser elegido en el Draft de la NBA de 2022, firmó su primer contrato profesional en el baloncesto chipriota, en concreto, en las filas del Anorthosis Famagusta de la Primera División de Baloncesto de Chipre, con el que promedia 11,5 rebotes por partido (mejor reboteador de la liga) y 1,5 tapones (segundo en este ranking), 14 puntos por partido con un 65% de dos puntos en 27 minutos en cancha.
El 26 de julio de 2023, fichó por el Universo Treviso Basket de la Lega Basket Serie A italiana.